# IC 2714
Amas ouvert
IC 2714 est un amas ouvert dans la constellation de la Carène.
- Ascension droite : 11h 15m 35s
- Déclinaison : -62° 26′
- Taille : 12'
- Magnitude : 8,2

Amas ouvert assez large réservé à l'hémisphère sud.
L'amas ouvert est situé près de la limite avec limite des constellations avec le Centaure et la Mouche. Un petit télescope de 90 mm ou 115 mm est suffisant pour voir cet amas.